# Sonnenteleskop

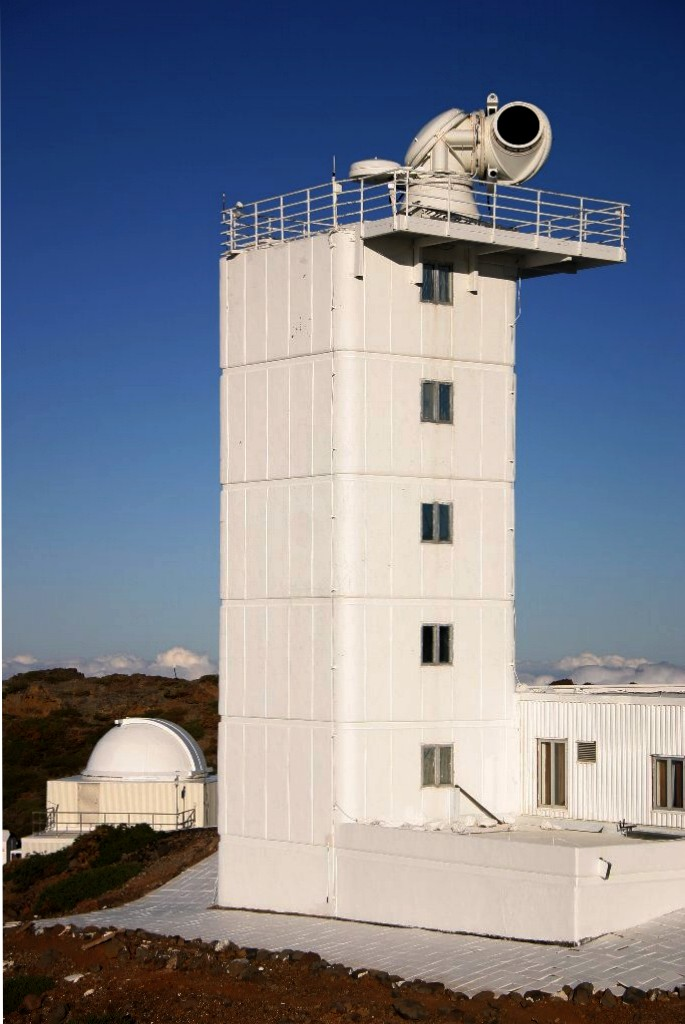
Das Swedish Solar Telescope am Roque-de-los-Muchachos-Observatorium auf La Palma

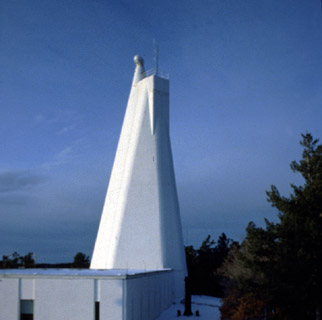
Richard-B.-Dunn-Solarteleskop (Turmhöhe 41 m) in den Sacramento Mountains

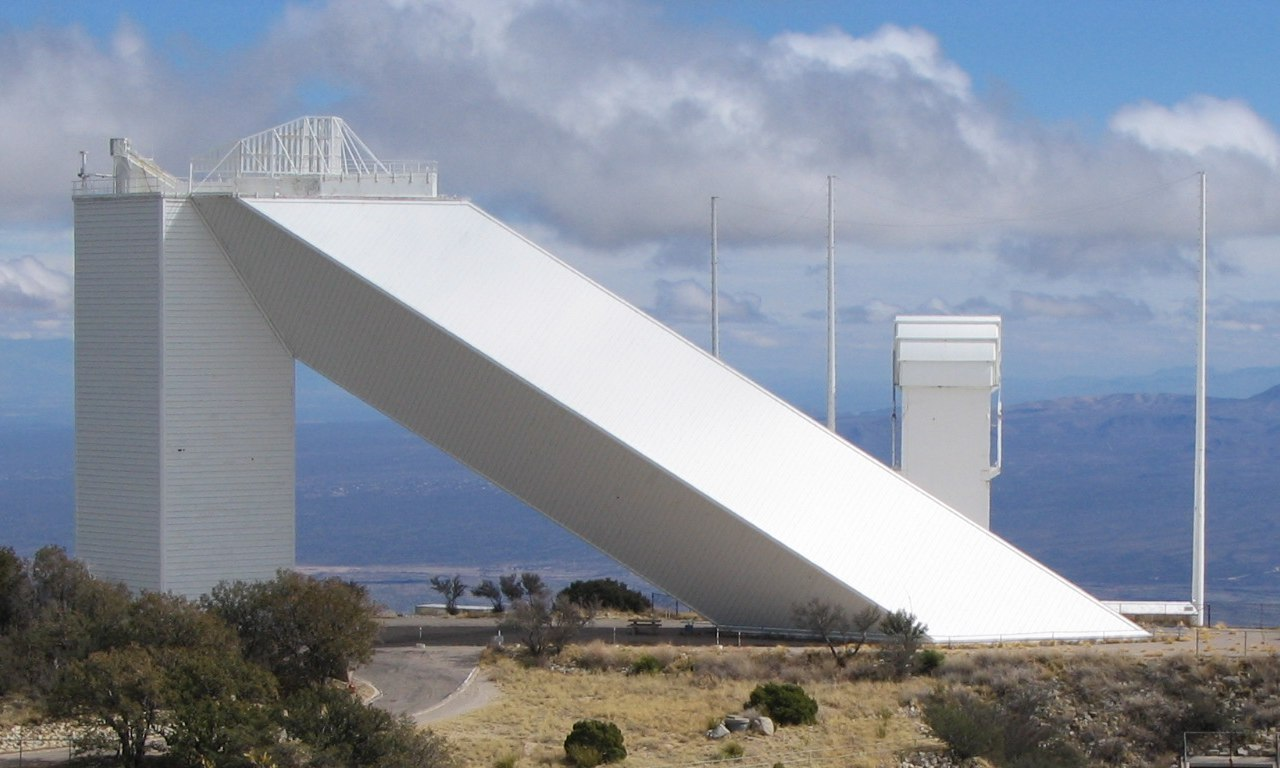
McMath-Pierce Solar Telescope

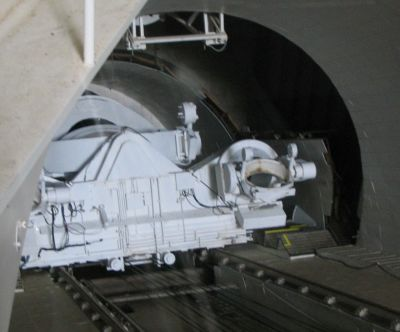
Innenansicht des Solarteleskops

Sonnenteleskope sind spezielle astronomische Teleskope zur Beobachtung von Erscheinungen in der sogenannten Sonnenatmosphäre. Zu dieser zählen:
- die Photosphäre (griech. für Lichtkugel) – jene obersten 300 km der Sonnenoberfläche, von der die meiste Energie (als Licht, UV und Infrarot) abgestrahlt wird, die aber auch Sonnengas in Form von
  - Eruptionen (Flares, Protuberanzen) ausstößt
- die über der Photosphäre liegende, schwächer leuchtende Chromosphäre
- die Übergangsschicht
- und die heiße, aber äußerst dünne Sonnenkorona beziehungsweise
  - deren Wechselwirkungen mit dem Sonnenwind.

Spezielle Fernrohre zur Beobachtung dieser Sonnenregionen sind:
- Turmteleskope (Sonnentürme), auf deren Plattform der Coelostat (ein drehbares Spiegelsystem) das Sonnenlicht nach unten leitet. Im Fokus des Objektivs kann man optisch oder fotografisch beobachten, die Spektren einzelner Sonnenschichten oder auch von Sonnenflecken messen usw.
- Koronograf – ein Instrument zur Messung der inneren Korona. Das die Korona bei weitem überstrahlende Sonnenlicht wird durch eine Kegelblende und spezielle Filter weggespiegelt, wodurch eine Art künstlicher Sonnenfinsternis entsteht.
- Spektroheliograf – zur Gewinnung von Sonnenbildern in einem engen Spektralbereich. Vom Spektrum wird durch einen optischen Spalt, den Monochromator, eine gewisse Wellenlänge herausgefiltert. Bewegt man den Spalt über das Sonnenbild, erhält man mittels eines Fotodetektors einen Scan der Sonne in der gewünschten „Farbe“ beziehungsweise Schichttiefe.
- H-alpha-Teleskop – zur Beobachtung der Sonne im Licht des ionisierten Wasserstoffs bei 656,28 nm, der sog. H-alpha-Spektrallinie

Zur visuellen Beobachtung der Sonne und ihrer Materie-Eruptionen dienen ferner:
- Spektrohelioskop, das ähnlich dem Spektroheliograf arbeitet
- Protuberanzen-Spektroskop, das ebenfalls die Sonne und ihre ausgestoßenen Filamente scannt
- Helioskop, in dem Glasscheiben und Prismen das Sonnenlicht dämpfen.

Weitere Instrumente:
- Magnetograf zur Messung solarer Magnetfelder mittels Zeeman-Effekt und ihrer Aufzeichnung in Magnetogrammen
- Bolometer zur Messung der gesamten Strahlung und der Solarkonstanten
- Radioheliograf für Detailuntersuchungen der Sonnenatmosphäre durch spezielle Interferometer

## Bekannte Sonnenteleskope
- McMath-Pierce Solar Telescope (Arizona).
- „Gregor“ auf Teneriffa (Mai 2012 in Betrieb genommen; seitdem das größte Europas)[1]
- Sunrise (Teleskop) – an einem Heliumballon. Testfahrt 2007, Erstfahrt 2009.[2]
- Daniel K. Inouye Solar Telescope in Hawaii – das größte und stärkste der Welt[3] (nach Verzögerungen aufgrund der Covid-19-Pandemie 2021 in Betrieb genommen)
- Observatorium_Kanzelhöhe auf der Gerlitzen (1910 m) in Kärnten – eines der ältesten Sonnenobservatorien Europas.